# Дабар (Оточаць)
45°02′ пн. ш. 15°06′ сх. д. / 45.04° пн. ш. 15.10° сх. д.
Дабар (хорв. Dabar) — населений пункт у Хорватії, у Лицько-Сенській жупанії у складі міста Оточаць.

## Населення
Населення за даними перепису 2011 року становило 118 осіб.
Динаміка чисельності населення поселення:

## Клімат
Середня річна температура становить 8,51 °C, середня максимальна – 22,31 °C, а середня мінімальна – -7,03 °C. Середня річна кількість опадів – 1407 мм.
| Клімат поселення                              | Клімат поселення | Клімат поселення | Клімат поселення | Клімат поселення | Клімат поселення | Клімат поселення | Клімат поселення | Клімат поселення | Клімат поселення | Клімат поселення | Клімат поселення | Клімат поселення | Клімат поселення |
| Показник                                      | Січ.             | Лют.             | Бер.             | Квіт.            | Трав.            | Черв.            | Лип.             | Серп.            | Вер.             | Жовт.            | Лист.            | Груд.            |                  |
| Середній максимум, °C                         | 5,37             | 6,94             | 10,09            | 14,08            | 18,62            | 21,99            | 22,31            | 22,10            | 18,03            | 13,75            | 8,47             | 4,16             |                  |
| Середня температура, °C                       | −0,84            | 0,74             | 3,87             | 7,88             | 12,41            | 15,79            | 17,87            | 17,65            | 13,61            | 9,33             | 4,04             | −0,28            |                  |
| Середній мінімум, °C                          | −7,03            | −5,46            | −2,33            | 1,68             | 6,19             | 9,58             | 13,45            | 13,24            | 9,18             | 4,91             | −0,37            | −4,71            |                  |
| Норма опадів, мм                              | 96               | 97               | 103              | 117              | 104              | 112              | 78               | 95               | 136              | 162              | 173              | 134              |                  |
| Середньомісячна швидкість вітру, м/с          | 2.58             | 2.70             | 2.88             | 2.73             | 2.52             | 2.34             | 2.30             | 2.25             | 2.35             | 2.52             | 2.80             | 2.84             |                  |
| Середньомісячна сонячна радіація, кДж/м²·день | 4296             | 7010             | 10422            | 14875            | 19117            | 20709            | 22475            | 19235            | 14034            | 8956             | 4693             | 3555             |                  |
| --------------------------------------------- | ---------------- | ---------------- | ---------------- | ---------------- | ---------------- | ---------------- | ---------------- | ---------------- | ---------------- | ---------------- | ---------------- | ---------------- | ---------------- |
| Джерело:                                      |                  |                  |                  |                  |                  |                  |                  |                  |                  |                  |                  |                  |                  |